# Linia U4 metra w Berlinie
Linia U4 metra w Berlinie – linia metra w Berlinie. Linia ma długość 2,9 km i 5 stacji. Obecnie najkrótsza linia metra w Berlinie.
Przebiega przez dzielnicę Schöneberg.